# Bruno von Hauenschild
Bruno Ritter von Hauenschild né le 9 juin 1896 à Wurtzbourg et mort le 10 mars 1953 à Munich était un Generalleutnant allemand au sein de la Heer dans la Wehrmacht pendant la Seconde Guerre mondiale.
Il a été récipiendaire de la croix de chevalier de la croix de fer. Cette décoration est attribuée pour récompenser un acte d'une extrême bravoure sur le champ de bataille ou un commandement militaire avec succès.

## Première Guerre mondiale
Peu après l'entrée en guerre de l'Allemagne, Hauenschild sert comme cadet au sein du 11e régiment d'artillerie de campagne royal bavarois, où il est décoré de l'ordre militaire de Maximilien-Joseph de Bavière. Cette distinction anoblit Hauenschild comme chevalier (Ritter), ajoutant également la particule « von » à son patronyme.

## Seconde Guerre mondiale
Au début de la Seconde Guerre mondiale, Ritter von Hauenschild rejoint l'armée comme officier. Le 25 août 1941, il est colonel de la 4e Brigade Panzer et on lui décerne la croix de chevalier de la croix de fer avec feuilles de chêne. Le 15 avril 1942 il prit le commandement de la 24e Panzerdivision. Le 12 septembre de la même année il est grièvement blessé.
Après sa convalescence, en 1943, Ritter von Hauenschild prend le commandement de l'école des troupes blindées.

### Défense de Berlin
Le 26 janvier 1945 Ritter von Hauenschild prend le commandement du IIIe district militaire (ou Wehrkreis III) de Berlin qui comprend également les territoires d'Altmark, Neumark, et Brandenburg en succédant au General der Infanterie Joachim von Kortzfleisch. Il commande le district jusqu'au 15 mars 1945, date à laquelle il laisse sa place au General der Pionere Walter Kuntze.
Les soviétiques approchant de Berlin, Ritter von Hauenschild est nommé commandant de la zone de défense de Berlin à la mi-avril 1945 au début de la bataille de Berlin. Il est ensuite relevé de son poste et remplacé par le Generalleutnant Helmuth Reymann.

## Décorations
- Croix de fer (1914)
  - 2e classe (21 mai 1915)
  - 1re classe (6 décembre 1917)
- Croix de chevalier de l'ordre royal de Hohenzollern avec glaives
- Croix de chevalier de l'ordre militaire de Maximilien-Joseph de Bavière (2 septembre 1918)
- Insigne des blessés (1914)
  - en noir
  - en argent
  - en or
- Croix d'honneur
- Médaille de l'Anschluss
- Médaille des Sudètes
- agrafe de la croix de fer (1939)
  - 2e classe (24 septembre 1939)
  - 1re classe (19 octobre 1939)
- Insigne de combat des blindés en Argent
- Croix de chevalier de la croix de fer avec feuilles de chêne
  - Croix de chevalier le 25 août 1941 en tant que oberst et commandant de la 4. Panzer-Brigade[2]
  - 129e feuilles de chêne le 27 septembre 1942 en tant que generalmajor et commandant de la 24. Panzer-Division[3]